# 普莱瑟河畔诺伊基兴
普莱瑟河畔诺伊基兴（德語：Neukirchen/Pleiße），通称诺伊基兴，是德国萨克森州的市镇，隶属于茨维考县。总面积为16.89平方千米，截至2023年12月31日总人口为3,815人。